# (38737) 2000 QN146
2000 QN146 (asteroide 38737) é um asteroide da cintura principal. Possui uma excentricidade de 0.09167660 e uma inclinação de 5.22041º.
Este asteroide foi descoberto no dia 31 de agosto de 2000 por LINEAR em Socorro.